# Vor-GmbH
Mit dem formgültigen Satzungsbeschluss der GmbH entsteht eine Vorgesellschaft: die Vor-GmbH (auch GmbH in Gründung, kurz: GmbH i. G.). Diese besteht dann solange, bis sie durch Eintragung ins Handelsregister in die eigentliche GmbH übergeht.
Angesichts der Vielfalt der von der GmbH einzuhaltenden Entstehungsvoraussetzungen gliedert sich die Gründung einer solchen Gesellschaft in mehrere Phasen:
1. VorgründungsgesellschaftDie Vorgründungsgesellschaft ist meist eine Gesellschaft bürgerlichen Rechts (GbR) mit dem Zweck einer GmbH-Gründung; die Gesellschaft besteht vom Zeitpunkt des Zusammenschlusses der Gründer bis zum Abschluss des notariell beurkundeten Gesellschaftsvertrages der späteren GmbH. Im Gegensatz zum Normalfall (Formfreiheit), bedarf der Gesellschaftsvertrag der notariellen Beurkundung, wenn sich die Gesellschafter verpflichten, eine GmbH zu gründen. Fehlt es an der notwendigen Beurkundung, greifen die Grundsätze über die Lehre von der fehlerhaften Gesellschaft; alternativ kann auch eine sogenannte Vorgründungsgesellschaft im weiteren Sinne gewollt sein. Sie löst keine Gründungsverpflichtung aus, sondern dient nur der Vorbereitung der Gründung. Dies kommt vor allem in Betracht, wenn auch die Vorgründungsgesellschaft schon unternehmerisch tätig werden soll. In diesen Fällen kann es sich bei der Vorgründungsgesellschaft auch um eine Offene Handelsgesellschaft (OHG) handeln, wenn die Voraussetzungen von § 105 und § 123 HGB erfüllt sind.
2. Vor-GmbHAuch als „GmbH in Gründung“ bezeichnet, besteht die Vorgesellschaft vom Zeitpunkt des Abschlusses des notariell beurkundeten Gesellschaftsvertrages bis zur konstitutiven Eintragung der GmbH ins Handelsregister.
3. GmbHDie GmbH besteht dann vom Zeitpunkt der Eintragung ins Handelsregister.

## Rechtsnatur
Die Rechtsnatur der Vor-GmbH war lange Zeit unklar. Denn einerseits entsteht die GmbH erst durch Eintragung ins Handelsregister (§ 11 Abs. 1 GmbHG), andererseits kann man ihr vorher nicht den Status einer OHG oder GbR zusprechen, da die Gesellschafter durch den bereits geschlossenen Gründungsvertrag eine Kapitalgesellschaft gründen wollen. Heute ist daher anerkannt, dass die Vor-GmbH eine Organisationsform eigener Art (sui generis) ist, die zumindest teilrechtsfähig ist, da sie bereits körperschaftliche Strukturen aufweist und durch ihren Geschäftsführer als Vertretungsorgan bereits handlungsfähig ist. Die Vorgesellschaft als solche und nicht jeder einzelne Gesellschafter oder eine von ihr verschiedene Gesamtheit ihrer Gesellschafter ist Träger der eingebrachten Vermögenswerte. Auf die Vorgesellschaft sind die Regelungen der GmbH anwendbar, soweit diese die Eintragung nicht voraussetzen. Insbesondere ist die Vor-GmbH grundbuch- und firmenrechtsfähig.

## Haftung
Schon bei der Vor-GmbH ist bei der Haftung zwischen dem Handelnden (regelmäßig: Geschäftsführer) und den Gesellschaftern zu unterscheiden.

### Haftung des Handelnden
Heute wird die Handelndenhaftung im Regelfall wohl nicht mehr auf Gründungsgesellschafter angewandt (Ausnahmen je nach Fallgestaltung denkbar). Die frühere Rechtsprechung ging davon aus, dass die Gründer der GmbH sich schon durch das Einverständnis der Geschäftsaufnahme die Handelndenhaftung des § 11 Abs. 2 GmbHG auslösten (weiter Handelndenbegriff). 
Heute wird die Handelndenhaftung als reine Organhaftung verstanden. Dementsprechend kommen als Handelnde nur der Geschäftsführer oder solche Personen in Betracht, die wie dieser auftreten (faktischer Geschäftsführer). Nach dieser gefestigten Rechtsprechung sei das Maß an Verursachung für diejenigen Gesellschafter zu gering, die lediglich der Geschäftsaufnahme schon vor Eintragung zugestimmt haben.
Demnach trifft die Handelndenhaftung im Regelfall den in der Gründungsphase handelnden Geschäftsführer. Die Haftung gemäß § 11 Abs. 2 GmbHG ist grundsätzlich akzessorisch zur Verpflichtung der Vorgesellschaft und greift nur bei rechtsgeschäftlich und rechtsgeschäftsähnlich begründeten Verbindlichkeiten ein. Sozialversicherungsbeiträge und Steuern umfasst die Handelndenhaftung dagegen nicht, andere gesetzliche Schuldverhältnisse nur dann, wenn sie ihre Grundlage auf einer rechtsgeschäftlichen Beziehung haben. 
Die Handelndenhaftung beginnt mit Abschluss des notariell beurkundeten Gesellschaftsvertrages und erlischt mit Eintragung der GmbH in das Handelsregister. Sollte es zum Haftungsfall kommen, hat der Geschäftsführer jedoch Regressansprüche gegen die Gesellschaft gemäß § 611, § 675 und § 670 BGB oder im Wege der Unterbilanzhaftung.

### Haftung der Gesellschafter
Da die beschränkte Haftung der Gesellschafter erst dann greifen soll, wenn die GmbH im Handelsregister eingetragen und damit sichergestellt ist, dass insbesondere das Stammkapital zur freien Verfügung des Geschäftsführers steht, ist die Haftungsbeschränkung des § 13 Abs. 2 GmbHG auf die Vor-GmbH nicht ohne weiteres anwendbar. Vielmehr fehlen für diese Fallgestaltungen gesetzliche Haftungsregeln für die Gesellschafter. Diese Regelungslücken wurden durch die Rechtsprechung ausgefüllt.
Danach sind drei Fallgestaltungen zu unterscheiden:

#### Erfolgreiche Eintragung: Unterbilanzhaftung
Im Grundsatz gilt, dass das Stammkapital als wirtschaftliche Grundlage der GmbH nicht durch von der Vor-GmbH eingegangene Verbindlichkeiten aufgezehrt werden darf (Unversehrtheitsgrundsatz). Dadurch soll gesichert werden, dass sich (zumindest zum Entstehungszeitpunkt) der Haftungsstock in der GmbH befindet, der als Stammkapital im Handelsregister ausgewiesen ist. Dies wird dadurch erreicht, dass die Gründungsgesellschafter für die durch die GmbH entstandenen Anlaufverluste anteilig im Zuge einer Innenhaftung gegenüber der GmbH haften (Haftung pro rata). Sie haben dafür einzustehen, dass zum Zeitpunkt der Registereintragung die Gesellschaft aus bilanziellen Gesichtspunkten über das bezifferte Stammkapital verfügt, selbst wenn sie ihren Beitrag zum Stammkapital schon geleistet haben. Insofern ist diese sog. Unterbilanzhaftung auf das Auffüllen des Stammkapitals gerichtet. Da der Anspruch mit dem Registereintrag fällig wird und ab diesem Zeitpunkt die Haftungsbeschränkung des § 13 Abs. 2 GmbHG gilt, ist der Anspruch als Innenhaftung ausgestaltet.

#### Gescheiterte Eintragung: Verlustdeckungshaftung
In diesen Fällen lässt die Rechtsprechung die Gesellschafter der Vor-GmbH für die nach Verbrauch des Stammkapitals verbleibenden, bilanziell ausgewiesenen Verluste haften. Dabei handele es sich in Analogie zur Unterbilanzhaftung um eine anteilige Innenhaftung (pro rata) der Gesellschafter gegenüber der Vor-GmbH, sodass die Gläubiger lediglich auf das Gesellschaftsvermögen zugreifen können. Es sei ein Strukturprinzip des Kapitalgesellschaftsrecht, dass die Gesellschafter nur intern und pro rata haften. Zudem vermeide eine anteilige Innenhaftung einen „Wettlauf der Gläubiger“ in der Insolvenz der Gesellschaft. Denn indem der Insolvenzverwalter die Forderungen der Gläubiger geltend macht (§ 80 Abs. 1 InsO), werden nach insolvenzrechtlichen Maßstäben die Gläubiger gleichmäßig befriedigt. Es wird überwiegend davon ausgegangen, dass der Anspruch erst mit der Registereintragung oder mit Scheitern der Eintragung fällig wird. Eine laufende Verlustdeckungshaftung stoße auf erhebliche praktische Hindernisse, da bilanzielle Verluste nicht permanent berechnet werden und bis zum Scheitern der Vor-GmbH durch Gewinne wieder kompensiert werden können. Da die Verlustdeckungshaftung im Falle der Eintragung der GmbH völlig in der Unterbilanzhaftung aufgeht, wird sie nur im Falle des Scheiterns der Eintragung selbständig relevant.
Teilweise wird jedoch gefordert, die Gründer sollen hier den Gläubigern gegenüber analog § 128 HGB gesamtschuldnerisch und unbeschränkt haften (gesamtschuldnerische Außenhaftung; der Gläubiger könnte den gesamten Betrag von einem Gründer fordern. Dieser Gründer hätte dann gegen die anderen Gründer Ausgleichsansprüche). 
Vorgebracht wird, die Gläubiger seien beim Innenhaftungsmodell erheblichen Schwierigkeiten ausgesetzt: Bei Vermögenslosigkeit der Vor-GmbH findet keine Durchgriffshaftung auf die Gesellschafter statt. Der Gläubiger muss einen Titel gegen die Vor-GmbH erwirken, die pro rata-Haftungsansprüche derselben gegen die Gründer (§ 829 und § 835 ZPO) pfänden und durch Teilklagen und Teilvollstreckungen einfordern. Aufgrund dieser Kritik hat selbst der Bundesgerichtshof (BGH) zwei Ausnahmen seiner anteiligen Innenhaftung zugunsten einer gesamtschuldnerischen Außenhaftung anerkannt: Für Fälle der Einpersonengründung und der Vermögenslosigkeit der Vor-GmbH.
Weiter Ausnahmen bestehen auch bei: Handlungsunfähigkeit der Vor-GmbH; Vorhandensein nur eines Gläubigers; unechte Vor-GmbH (bei der Gesellschaft handelt es sich tatsächlich um eine GbR oder oHG). In all diesen Fällen wird es als bloßer Formalismus gesehen, wenn der Gläubiger die Ansprüche der GmbH gegen ihre Gesellschafter in der Zwangsvollstreckung pfänden müsste.
Es handelt sich bei der Innenhaftung nicht um gefestigte Rechtsprechung. Andererseits sind Innen- und Außenhaftung nicht nur durch unterschiedliche prozessuale Durchsetzbarkeit gekennzeichnet, sondern weisen auch hinsichtlich des Haftungsgegenstandes Differenzen auf: Während die Gläubiger durch die Außenhaftung Verbindlichkeiten jeder Art geltend machen können, entsteht die Verlustdeckungshaftung nur bei Verbindlichkeiten, die sich in der Bilanz eigenkapitalmindernd auswirken (Verluste). Nur dadurch wird letztlich ein angemessener Ausgleich zwischen Gläubiger- und Gründerinteressen erreicht. Auch aus rechtspolitischer Sicht wird der BGH eher an der Innenhaftung festhalten, da die Außenhaftung nur gering beteiligte Gründungsgesellschafter unangemessen benachteiligt und er andernfalls seine angestrebte, einheitliche Gründerhaftung für die Vor-GmbH aufgeben würde.

#### Aufgegebene Eintragung: Persönliche Haftung
Bleibt noch die Fallkonstellation, in der die Gründer die konstitutive Eintragung der Gesellschaft nicht mehr ernsthaft verfolgen. Hier spricht man von der „unechten Vorgesellschaft“.
Weitestgehende Einigkeit besteht nach entsprechendem Beschluss des BGH darüber, dass die Grundsätze der Verlustdeckungshaftung nur dann anwendbar sind, wenn die Geschäftstätigkeit nach Aufgabe der Eintragungsabsicht sofort beendet und die Vorgesellschaft abgewickelt wird (Liquidation). Werden dem entgegen die Geschäfte werbend fortgeführt, haben die Gründer für sämtliche Verbindlichkeiten der Vorgesellschaft nach personengesellschaftsrechtlichen Grundsätzen unbegrenzt persönlich einzustehen. Denn durch die Aufgabe der Eintragungsabsicht sei der einzige Grund dafür entfallen, den Gläubigern der Vorgesellschaft eine persönliche Inanspruchnahme der Gründer zu versagen, der darin lag, dass die Vorgesellschaft notwendiges Durchgangsstadium zur GmbH sei. Würde man auch hier die Verlustdeckungshaftung anwenden, würden die Gründer ungerechtfertigt privilegiert werden und es würde der Sache nach ein neuer Gesellschaftstypus entstehen. Zudem stehe diese Fallkonstellation der Gestaltung nahe, in der die Gründer von Anfang an nicht die Absicht verfolgt haben, die Gesellschaft eintragen zu lassen. Auch hier ist anerkannt, dass die Gründer sich so behandeln lassen müssen, als wären sie in einer Personengesellschaft miteinander verbunden.
Nach diesem Konzept haften die Gründer den Gläubigern nach Aufgabe der Eintragungsabsicht persönlich als Gesamtschuldner in voller Höhe (§§ 421 ff. BGB; nicht nur anteilig). Insbesondere begründet das äußerliche Auftreten der Gesellschaft als „GmbH“ keine Haftungsbeschränkung.